# Ida Hulkko
Ida Hulkko, née le 12 décembre 1998 à Mikkeli (Finlande) est une nageuse finlandaise spécialisée dans les épreuves de brasse.

## Biographie

### Famille
Ida Hulkko est la fille du général de l'armée de terre finlandaise Petri Hulkko.

### Carrière sportive
Ida Hulkko participe aux Championnats d'Europe de natation en petit bassin 2017 , ainsi qu'aux Championnats d'Europe aquatiques 2018, se classant 5e de la finale du 50 m brasse. En 2018, elle atteint la finale du 50 m brasse aux Championnats du monde en petit bassin 2018.
En 2021, elle remporte l'argent au 50 mètres brasse aux Championnats d'Europe, battant ainsi le record national. Elle se qualifie pour représenter la Finlande aux Jeux olympiques d'été de 2020 à Tokyo  et atteint les demi-finales du 100 mètres brasse féminin après avoir établi un record national dans sa série.